# 卡布尔府邸
卡布尔议员府邸（或）是法国普罗旺斯-阿尔卑斯-蓝色海岸大区罗讷河口省马赛现存最古老的房屋。它位于马赛第二区的袜业街（rue de la Bonneterie）与大街的拐角处。普罗旺斯地区艾克斯亦有同名的卡布尔府邸建筑。
1941年5月2日，该建筑的立面列为法国历史遗迹。该建筑的其余部分则在1926年11月2日列为法国历史遗迹。

## 历史
该建筑建于1535年，坐落在马赛老港（Vieux-Port）周围，由1544年马赛的第二领事路易·卡布尔（Louis Cabre，约1485年-1546至1550年之间）下令建造。他的孙子路易·德·卡布尔（Louis de Cabre）（1557 -1612年）在1602年担任马赛第一领事。
这座房子经历了几个世纪而没有受到太大的破坏。在法国大革命期间，革命者摧毁了立面装饰的百合纹章。
1943年，德国人几乎摧毁了旧港北岸的所有小巷，但保留了一些如钻石屋和卡布尔府邸等具有历史价值的建筑。
1954年，在对该地区进行重建期间，卡布尔府邸被移动了约15米，并转了90°， 以返回到大街（Grand-Rue）。

## 建筑
卡布尔议员府邸楼高三层，其结构借鉴了哥特式建筑和文艺复兴建筑的风格。业主和他的妻子的肖像位于二楼的立面，还有天使丘比特和圣雅各雕像，参照了路易·德·卡布尔的父亲雅克·德·卡布尔。

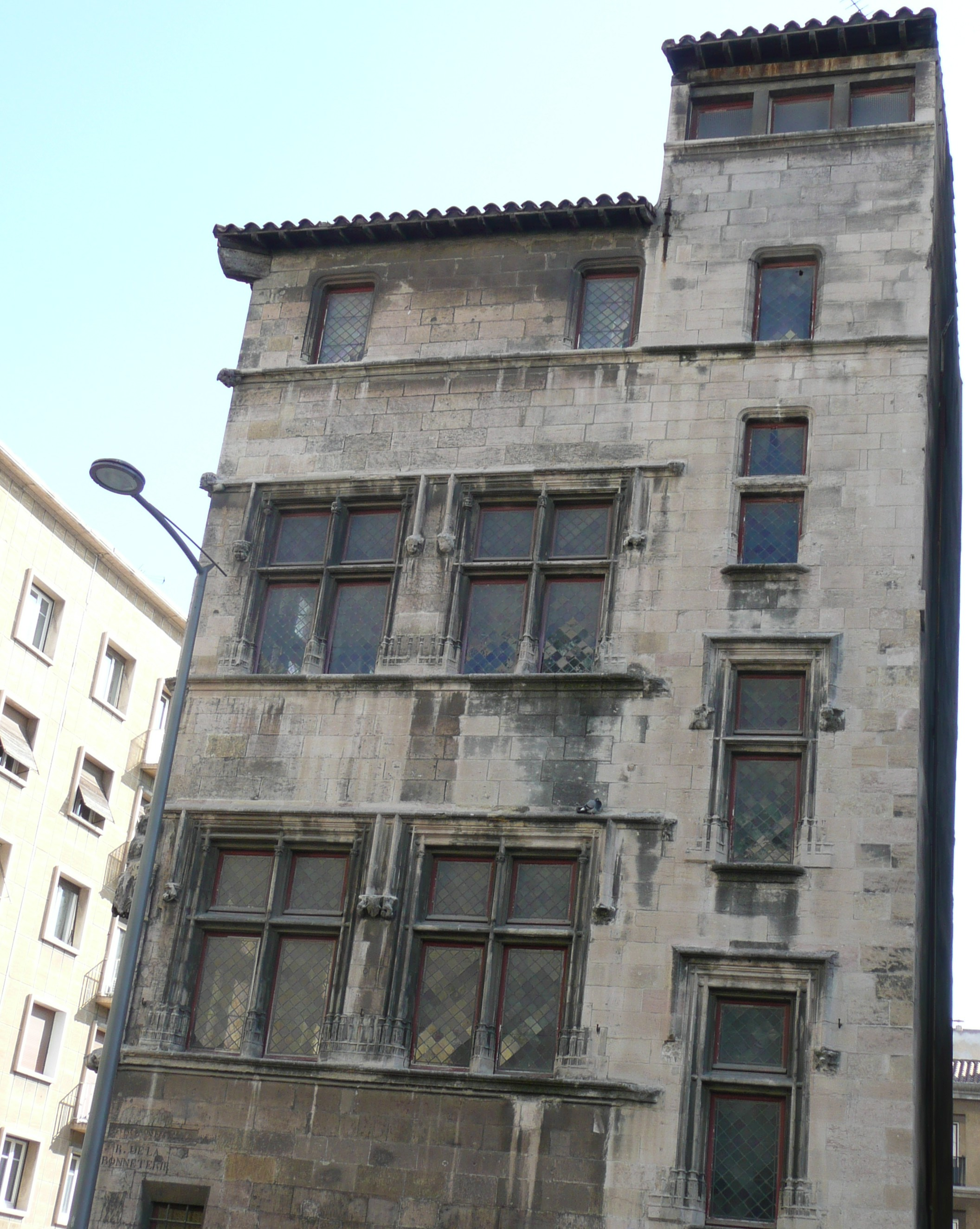
北立面
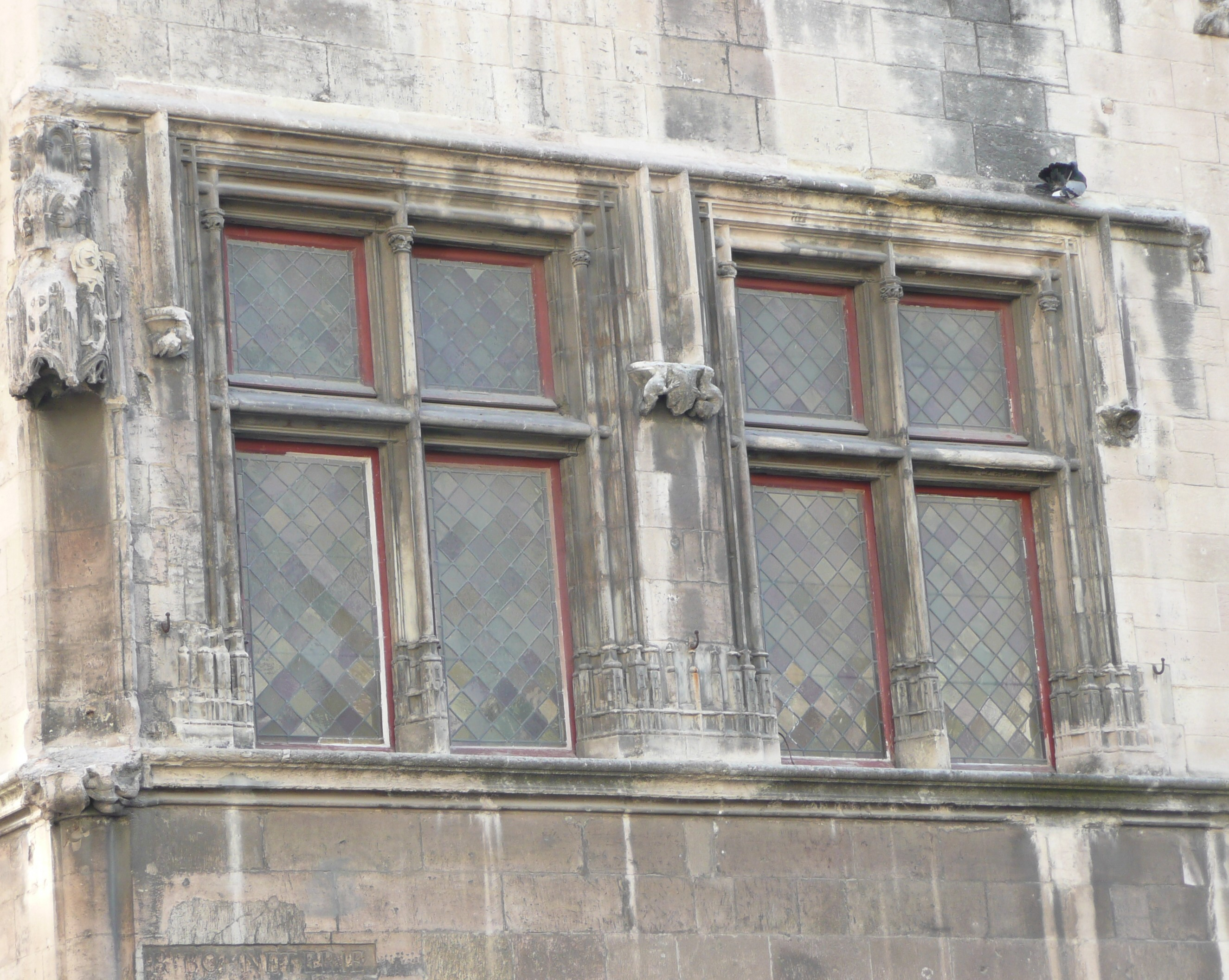
二楼十字窗
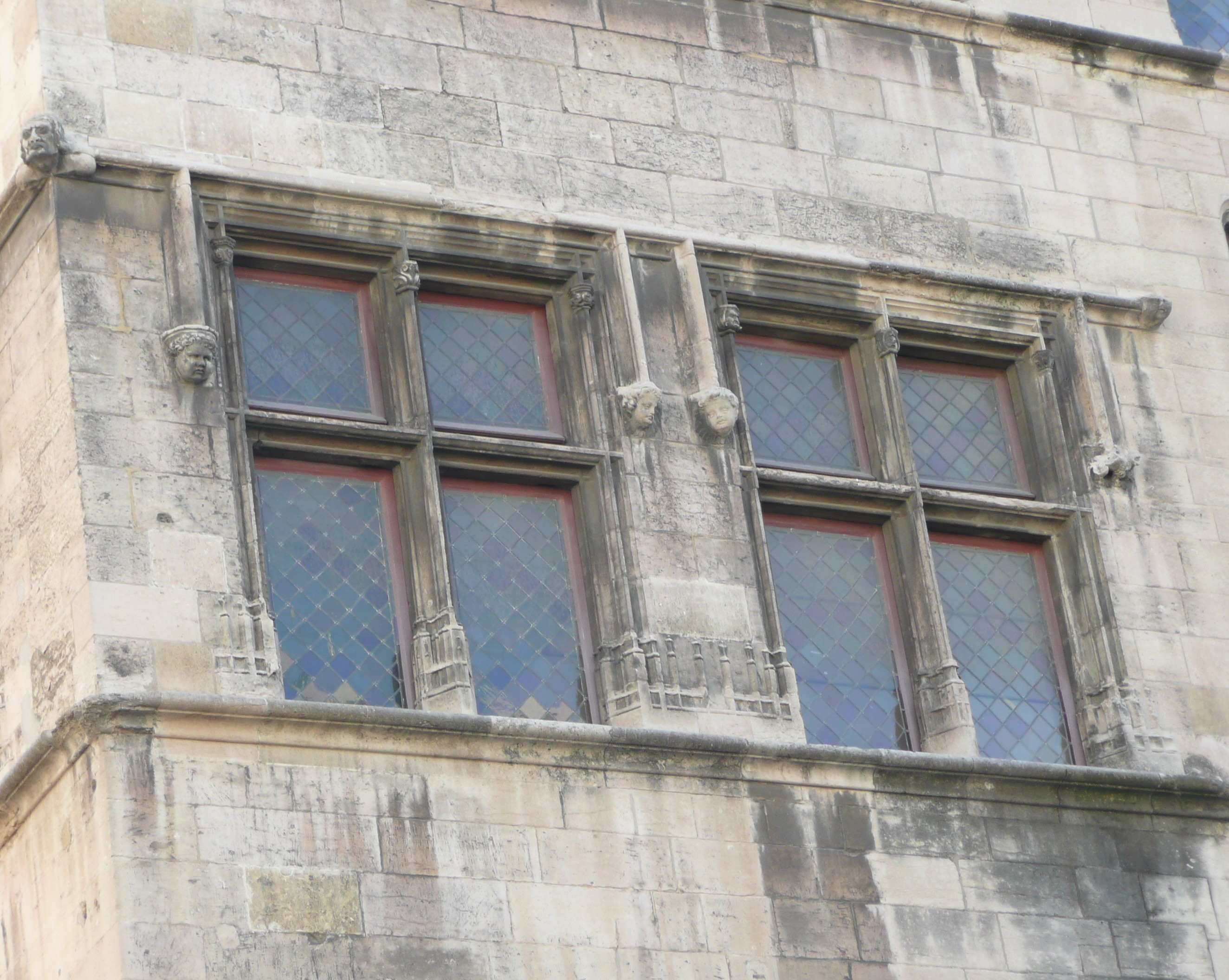
三楼十字窗
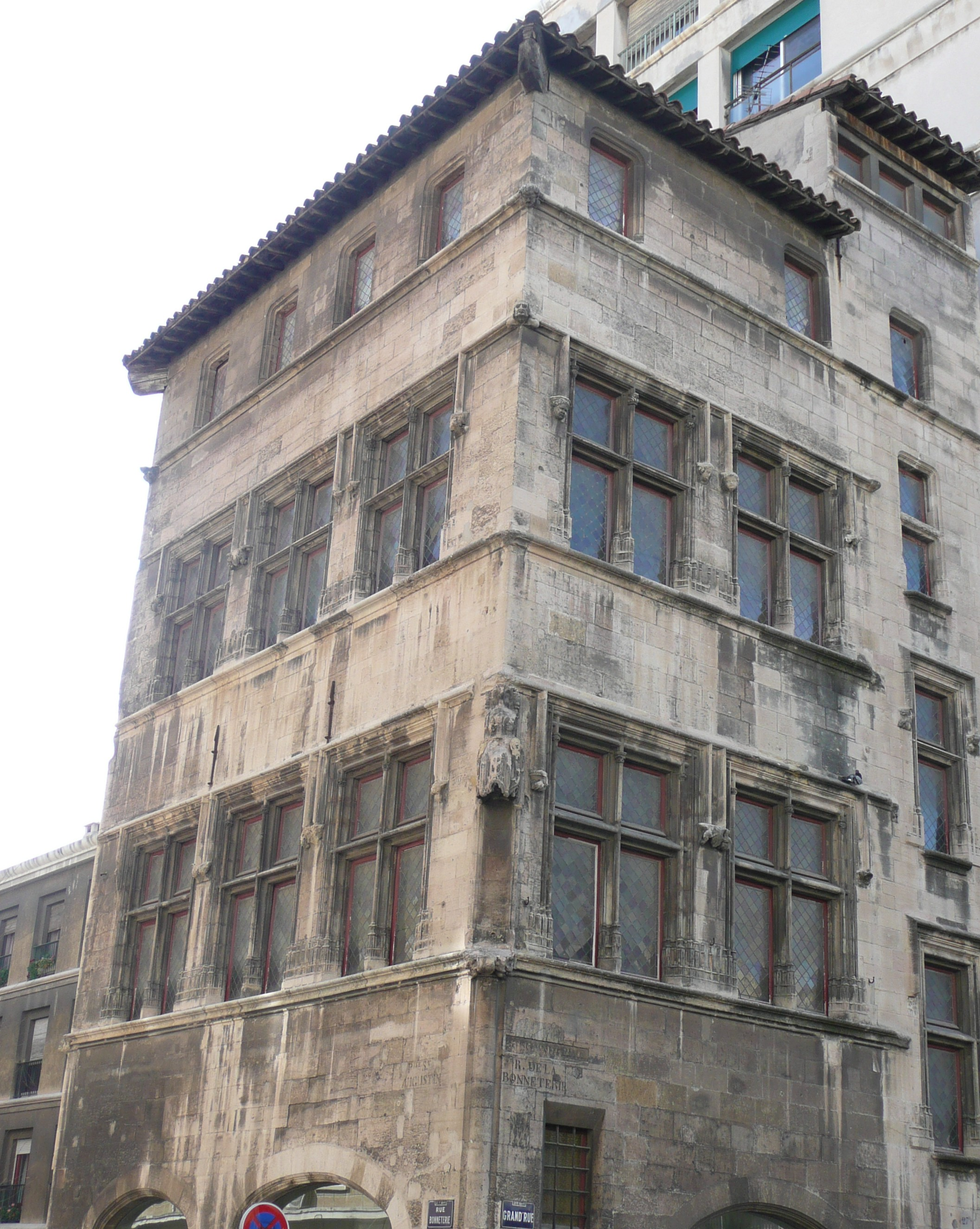
东立面和北立面